# Echinomuricea magna
Echinomuricea magna is een zachte koraalsoort uit de familie Plexauridae. De koraalsoort komt uit het geslacht Echinomuricea. Echinomuricea magna werd in 1910 voor het eerst wetenschappelijk beschreven door Nutting. 